# روجر غوتييه
روجر غوتييه (بالفرنسية: Roger Gautier)‏ هو مجدف فرنسي، ولد في 11 يوليو 1922، وتوفي في 25 مايو 2011 في نيم في فرنسا.

## وصلات خارجية
- روجر غوتييه على موقع الاتحاد الدولي للتجديف (الإنجليزية)
- روجر غوتييه على موقع اللجنة الأولمبية الدولية (الإنجليزية)
- روجر غوتييه على موقع أوليمبيديا (الإنجليزية)